# هارولد روبين
هارولد روبين (بالإنجليزية: Harold Rubin) هو رسام ومهندس معماري وعازف جاز إسرائيلي من أصلٍ جنوب أفريقي، ولد في 13 مايو 1932.